# Uitval (productie)
Uitval is een term uit de logistiek en de productie waarmee gereed product bedoeld wordt, welke na het productieproces niet aan specifiek gestelde kwaliteitseisen of -richtlijnen voldoet. Iedere producent gebruikt zijn eigen subjectieve richtlijnen om te bepalen of een gereed product wel of niet voldoet c.q. verkoopbaar is en bepaalt daarmee dat een  percentage uitval acceptabel is. Wanneer een autoproducent in zijn autofabriek de snelheid van zijn lopende band verhoogt en zijn keuringseisen bij de kwaliteitscontrole gelijk houdt, dan accepteert hij een hoger aantal afgekeurde auto's aan het einde van de lopende band. Uitval is dus een economische afweging.
Afgekeurde gerede producten kunnen niet verkocht worden en worden daardoor beschouwd als verlies. Soms kan afgekeurd product gerepareerd worden om alsnog aan de kwaliteitseisen te voldoen. Als het om materialen gaat kunnen ze soms opnieuw in het proces worden ingezet of aan een handelaar of recyclingbedrijf worden verkocht. Ook uitval van complexe producten kan door een recyclebedrijf worden verwerkt tot schroot en andere materialen.
Uiteraard zal een bedrijf door middel van kwaliteitsmanagement het uitvalpercentage zo laag mogelijk trachten te houden.
Uitval staat tegenover productie-afval, waarmee grondstoffen en onderdelen bedoeld worden die tijdens het productieproces verloren gaan en niet terug te vinden zijn in het uiteindelijke gerede product. Dit is bijvoorbeeld het geval indien onderdelen door stansen moeten worden verkregen. Het hierna overgebleven schroot is een veel voorkomende vorm van afval. 
Afval heeft een technische oorzaak en is tijdens het productieproces objectief te meten (IST) en vervolgens te vergelijken met de objectieve afvalnorm (SOLL).